# Concorso d'eleganza Villa d'Este
Il Concorso d'eleganza Villa d'Este è un concorso di eleganza per carrozzerie di automobili che si tiene ogni anno a partire dal 1929 sulle rive del lago di Como, a Villa d’Este e a Villa Erba, tendenzialmente durante l'ultimo fine settimana di aprile. Il premio principale, detto Coppa d'Oro, viene assegnato alla vettura con la carrozzeria più bella, scelto attraverso un referendum tra i visitatori del concorso.

## La storia

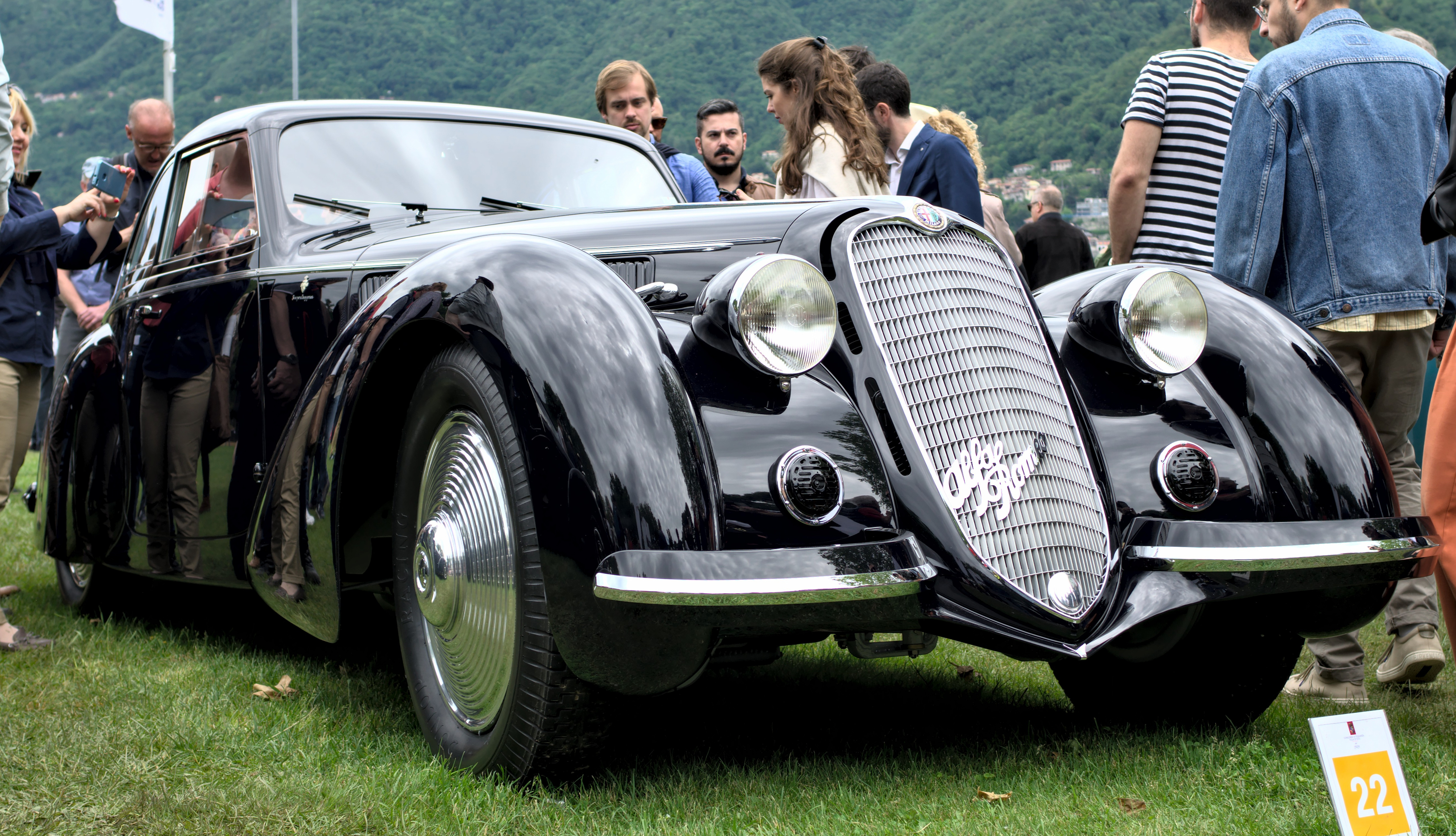
L’Alfa Romeo 8C 2900 B Lungo berlinetta Touring del 1938, vincitrice dell'edizione 2019

Il concorso è stato organizzato per la prima volta nel 1929 dal Grand Hotel Villa d'Este e dall'Automobile Club di Como sul modello di altre rassegne simili già organizzate in Italia e all'estero. Il concorso si tiene in settembre sulle rive del lago di Como nei giardini e negli ambienti di Villa d’Este e Villa Olmo. Nel 1933 l'organizzazione passa al solo Automobile Club di Como che trasferisce la sede a Villa Olmo continuando fino al 1937, quando viene soppresso.
Dopo la forzata pausa bellica, nel 1947, a dieci anni di distanza dall'ultima edizione, il concorso viene organizzato di nuovo. Nel 1948 non viene assegnato alcun premio mentre nel 1949 si tiene l'ultima edizione "classica" del premio, che viene vinto dall'Alfa Romeo 6C 2500 SS Coupé realizzata dalla Carrozzeria Touring, da lì in poi nota proprio come Villa d'Este.
Dopo un revival isolato nel 1986 e alcune edizioni negli anni '90 organizzate da Angelo Tito Anselmi e dal Grand Hotel Villa d'Este a partire dal 1999 il concorso viene riportato in vita annualmente grazie al contributo del gruppo BMW. Il concorso, con una formula che premia vetture d'epoca e concept car contemporanee in categorie separate, copre sia l'area di Villa d’Este sia quella della confinante Villa Erba dove i visitatori possono ammirare più di un centinaio di auto d'epoca, costruite dagli anni venti agli anni settanta, e concept car moderne.
La prima vettura a vincere il concorso è stata una Isotta Fraschini Tipo 8A, le vetture a marchio Lancia sono invece le più premiate nella sezione "coppa d'oro" (con 12 vincitrici) seguite da quelle a marchio Alfa Romeo (con 11 vincitrici); le vetture a marchio Alfa Romeo sono le più premiate nella recente sezione "Design Concept Award" con 7 vincitrici in 12 edizioni.

## Premi
Il concorso attribuisce 3 premi annuali, due ufficiali e uno commerciale, attribuito dallo sponsor. Il premio più significativo del concorso premia l'auto più bella e attribuisce la "Coppa d'oro Villa d'Este". Dal 2002 vi è anche un altro premio ufficiale importante che premia il concept automobilistico più bello fra quelli in concorso e attribuisce il "Villa D'Este Design Concept Award". Concept car e auto d'epoca hanno due iscrizioni separate. L'edizione 2011, è stata organizzata nel mese di maggio, anziché in quello di aprile; tale cambiamento è stato applicato anche all'edizione 2012.

### Premio "Coppa d'Oro Villa d'Este"

#### Edizione 2009
La vincitrice dell'edizione 2009 è stata un'Alfa Romeo 8C 2900 B Lungo berlinetta Touring costruita nel 1938 lo stesso anno di nascita del proprietario, Jon Shirley, già presidente della Microsoft.

#### Edizione 2010
Questa edizione vede come vincitrice assoluta una Maserati A6 GCS spider del 1955 disegnata da Pietro Frua.

#### Edizione 2011
L'edizione 2011 vede trionfare l'Alfa Romeo che, oltre ad essere il marchio più premiato nella storia del concorso d'eleganza, in questa edizione si aggiudica sia il premio principale con una Alfa Romeo 6C 2500 SS del 1942 disegnata da Bertone, sia il premio rilasciato dallo sponsor con una Alfa Romeo 33 Stradale del 1968 disegnata da Franco Scaglione.

#### Edizione 2012
L'edizione 2012 si è tenuta dal 24 al 27 maggio e vede un aumento sostanzioso dei visitatori e dei partecipanti, anche di motocicli che gareggiano separatamente dalle auto d'epoca e dai concept automobilistici. La "Coppa d'Oro" viene vinta per l'ennesima volta da un'Alfa Romeo 6C, quest'anno si tratta di una Alfa Romeo 6C 1750 GS 6ª Serie coupé "Figoni" del 1933 il cui proprietario è un canadese di nome David Cohen. In questa edizione, per la seconda volta, l'Alfa Romeo si aggiudica entrambi i premi più importanti della manifestazione: la "Coppa d'Oro" e il premio per "Concept Car e Prototipi".

### Premio "Villa D'Este Design Concept Award"

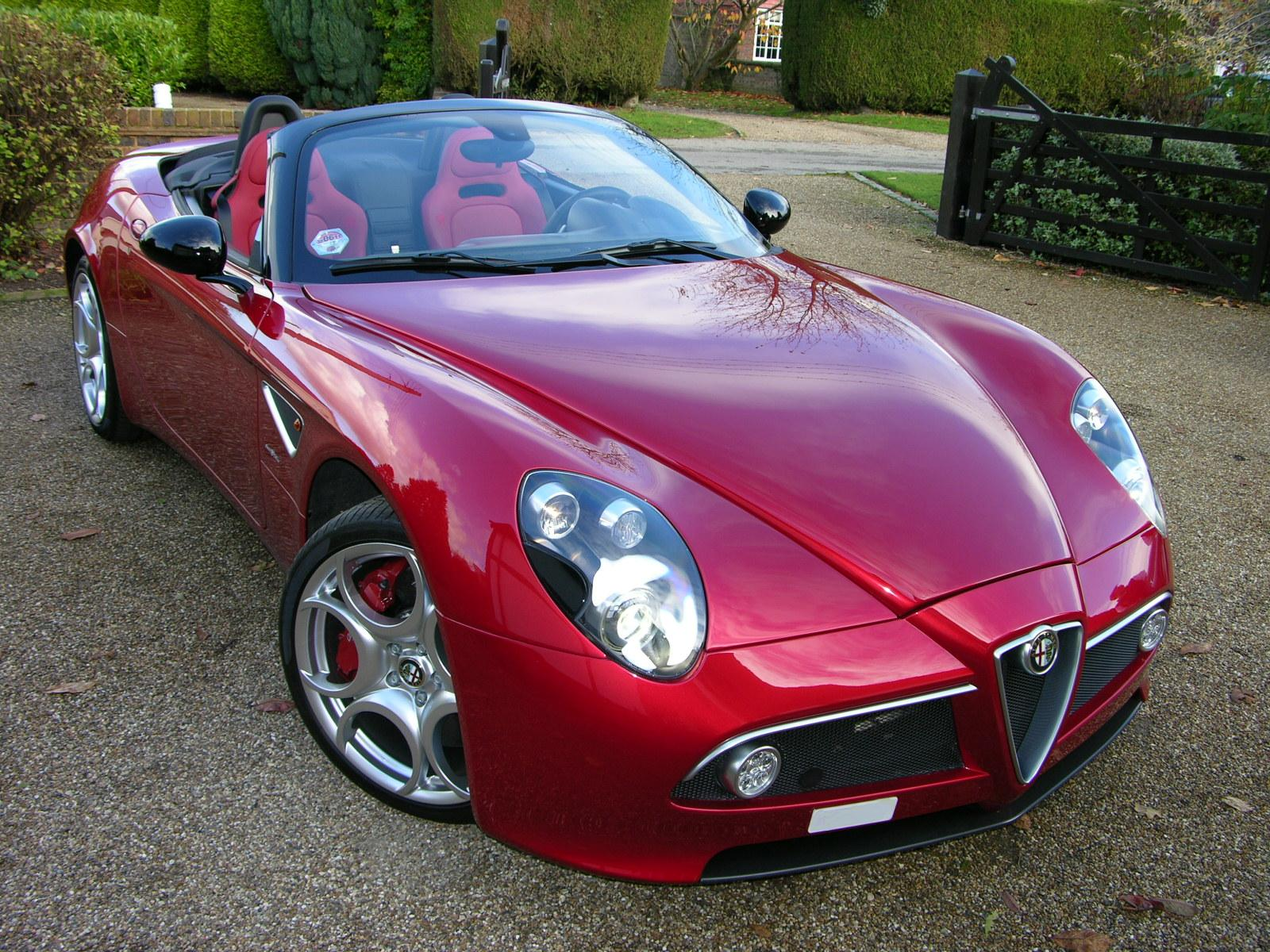
Un’Alfa Romeo 8C Competizione Spider, vincitrice dell'edizione 2008

#### Edizione 2009
Questa edizione vede come vincitrice la Aston Martin One-77, al suo fianco hanno partecipato altre concept car come la Bertone Mantide, la Morgan Aero Supersports o la Fisker Karma S

#### Edizione 2010
L'edizione 2010 è stata vinta dalla Alfa Romeo TZ3 Corsa della carrozzeria Zagato, in questa edizione erano anche presenti la SVS Codatronca TS (Spadaconcept), Bentley Continental Flying Star Shooting Brake (carrozzeria Touring) e Ferrari P540 Superfast Aperta (Pininfarina).

#### Edizione 2011
Per la seconda volta consecutiva la carrozzeria Zagato si aggiudica il premio riservato ai concept e prototipi, questa volta però la concept car non porta un marchio italiano, ma inglese; ad aggiudicarsi il premio infatti è la Aston Martin V12 Zagato, disegnata dalla Zagato stessa per un committente privato, il quale ha deciso di partecipare personalmente al concorso. In gara vi era anche un'altra one-off realizzata sotto committenza da parte di un privato, la Ferrari Superamerica 45, che ha scelto proprio i giardini di Villa d'Este per svelarsi al pubblico. Oltre alla Super America 45 ha partecipato al concorso un'altra Ferrari, la P4/5 Competizione, tra le altre, al concorso ha partecipato anche una concept car alquanto bizzarra, la Rinspeed BamBoo: una spiaggina con interni in Bamboo e sedili gonfiabili.

#### Edizione 2012
L'edizione 2012 vede un grande fermento fra i partecipanti di concept automobilistici, anche i motocicli hanno una sezione dedicata a esercizi di stile e prototipi e partecipano per un premio separato. L'edizione 2012 viene vinta dalla Alfa Romeo 4C Concept che è stata realizzata dal centro stile Alfa Romeo e che anticipa una nuova inedita piccola sportiva della casa del biscione. Dopo i concept: Brera, 8C Competizione ed 8C Spider e la TZ3, questo è il quarto concept Alfa Romeo a vincere il premio dedicato; il marchio Alfa Romeo è anche l'unico marchio ad aver vinto entrambi i premi principali (Coppa d'Oro e Design Concept Award) in un'unica edizione, e lo ha fatto per 2 volte, nel 2002 e nel 2012. Fra le concept car esposte la BMW decide di presentare, fuori concorso, in anteprima mondiale la sua inedita Coupé: un concept artigianale realizzato dalla Zagato per la casa dell'elica, volto ad anticipare le linee di una nuova coupé compatta. Fra i vari concept in concorso hanno partecipato altre tre carrozzerie storiche italiane: la Pininfarina con la Cambiàno, la Italdesign (Giugiaro) con la Brivido e la Bertone con la Jaguar B99. Anche la Aston Martin vincitrice dell'edizione 2009 e 2011 ha esposto in anteprima mondiale il suo nuovo concept Project AM 310. Al concorso hanno partecipato anche Toyota con la Lexus LF-LC, la Ford con la Evos Concept, la Rimac Concept One e la Rinspeed Dock+go.

#### Edizione 2013
Anche quest'anno l'edizione è stata vinta da una vettura a marchio Alfa Romeo, si tratta della Alfa Romeo Disco Volante by Touring del 2013, vettura prototipo (modello pilota) derivata da una precedente concept car: la Touring Superleggera Disco Volante del 2012. Si tratta di fatto di un adattamento alla produzione in serie dell'esercizio di stile da cui deriva.

## Albo d'oro

### 1929-1932
Nei primi quattro anni venne assegnato un unico premio, denominato “Coppa d'Oro Villa d'Este”, premio che è rimasto il più importante ed identificativo del concorso fino ai giorni nostri. Sin dalla terza edizione però i premi iniziarono già a differenziarsi per categoria.
| Anno | Coppa d'Oro Villa d'Este |
| ---- | ------------------------ |
| 1929 | Isotta Fraschini Tipo 8A |
| 1930 | Lancia Dilambda          |

| Anno | Coppa d'Oro Villa d'Este                         | Coppa d'Oro Villa d'Este  | Coppa d'Oro Villa d'Este        |
| Anno | Carrozzerie aperte                               | Carrozzerie chiuse        | Carrozzerie trasformabili       |
| ---- | ------------------------------------------------ | ------------------------- | ------------------------------- |
| 1931 | Alfa Romeo 6C 1750 GS Spider Flying Star Touring | Lancia Dilambda           | Alfa Romeo 6C 1750 Gran Turismo |
| 1932 | Alfa Romeo 8C 2300                               | Maserati Tipo 26M Turismo | Lancia Astura e Mercedes-Benz   |

### 1933-1937
Dal 1933 al 1937, con l'uscita del Grand Hotel dall'organizzazione e dal conseguente trasferimento a Villa Olmo, il trofeo che veniva consegnato fu chiamato “Coppa d'Oro Principessa di Piemonte”, in onore a Maria José del Belgio.
| Anno | Coppa d'Oro Principessa di Piemonte | Coppa d'Oro Principessa di Piemonte | Coppa d'Oro Principessa di Piemonte | Coppa d'Oro Principessa di Piemonte |
| Anno | Fuori serie aperte                  | Fuori serie chiuse                  | Fuori serie trasformabili           | Vetture di serie                    |
| ---- | ----------------------------------- | ----------------------------------- | ----------------------------------- | ----------------------------------- |
| 1933 | Lancia Astura                       | Lancia Dilambda                     | Lancia Astura                       | Lancia Augusta                      |

| Anno | Coppa d'Oro Principessa di Piemonte | Coppa d'Oro Principessa di Piemonte |
| Anno | Fuori serie                         | Vetture di serie                    |
| ---- | ----------------------------------- | ----------------------------------- |
| 1934 | Lancia Astura                       | Fiat 518 Ardita                     |
| 1935 | Lancia Astura                       | Fiat 1500                           |
| 1937 | Lancia Aprilia Tipo 239             | Alfa Romeo 6C 2300B                 |

### 1947-1949
A seguito del referendum istituzionale che abolì la monarchia in Italia, il trofeo tornò a chiamarsi “Coppa d'Oro Villa d'Este” e venne inserito un secondo premio in ricordo del referendum stesso.
| Anno | Concorso d'eleganza Villa d'Este | Concorso d'eleganza Villa d'Este    |
| Anno | Coppa d'Oro Villa d'Este         | Gran Premio Referendum              |
| ---- | -------------------------------- | ----------------------------------- |
| 1947 | Lancia Astura                    | Alfa Romeo 6C 2500 Sport            |
| 1949 | Alfa Romeo 6C 2500 Sport         | Alfa Romeo 6C 2500 SS Coupé Touring |

### 1986-oggi

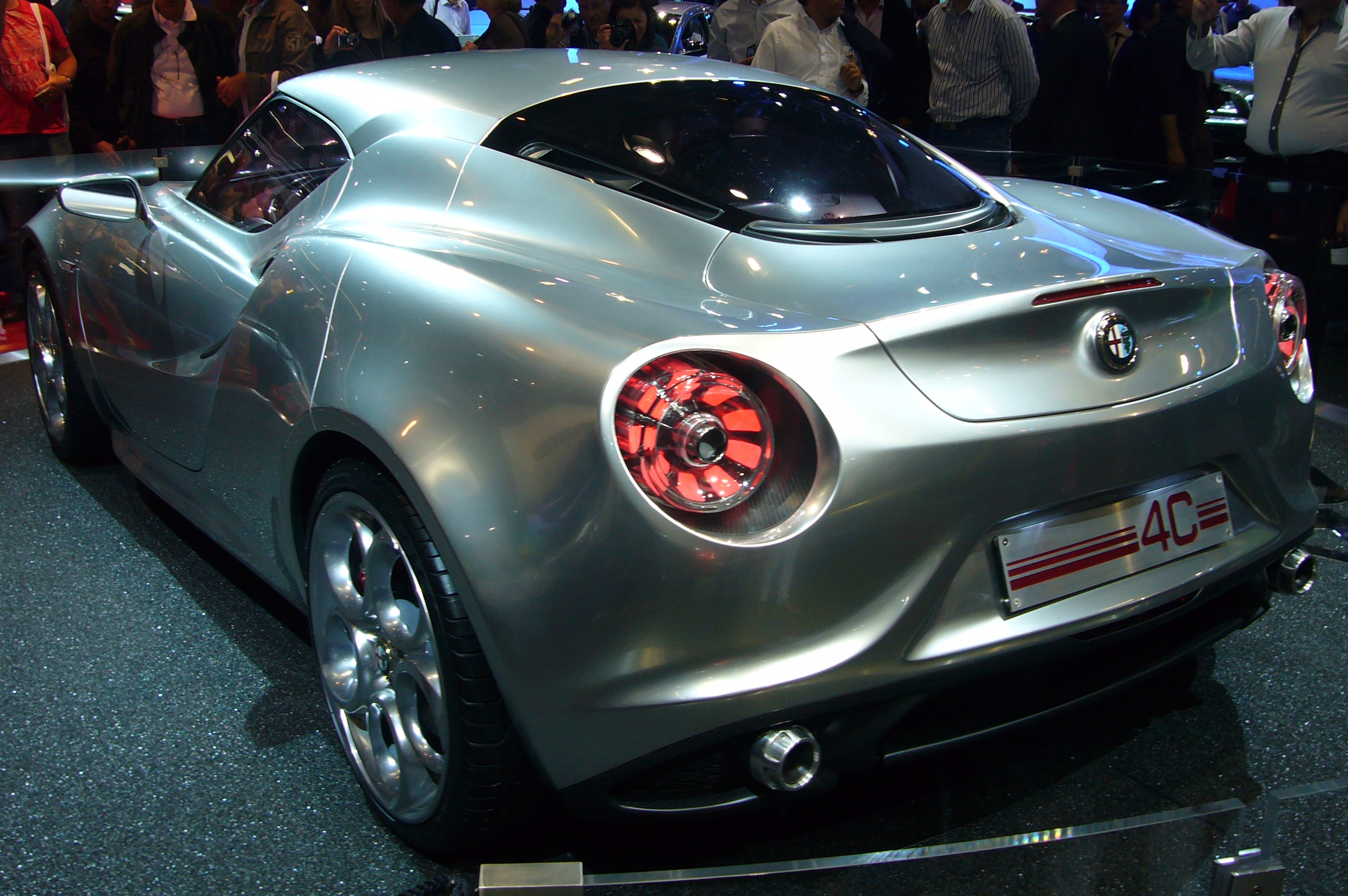
L'Alfa Romeo 4C Concept vincitrice dell'edizione 2012 del "Design Award for Concept Cars & Prototypes"

Nel 1986, dopo una pausa di circa quarant'anni, il premio fu reintrodotto. A differenza delle edizioni precedenti, da tale data venne assegnato un solo premio ufficiale, il più importante e identificativo del concorso d'eleganza: la Coppa d'oro Villa d'Este, assegnata alla più bella fra tutte le auto storiche in concorso. Dal 2002, si aggiunge il premio "Design Award for Concept Cars & Prototypes" , premio decisamente più moderno che premia la concept car o il Prototipo, di recente realizzazione, più bello fra quelli in gara per il concorso.
| Anno | Concorso d'Eleganza Villa d'Este                       | Concorso d'Eleganza Villa d'Este           |
| Anno | Coppa d'Oro Villa d'Este                               | Design Award for Concept Cars & Prototypes |
| ---- | ------------------------------------------------------ | ------------------------------------------ |
| 1986 | Isotta Fraschini Tipo 8A SS                            | -                                          |
| 1995 | Isotta Fraschini Tipo 8B                               | -                                          |
| 1996 | Bentley 3 Litre                                        | -                                          |
| 1997 | Alfa Romeo 6C 2500 Sport                               | -                                          |
| 1999 | Rolls-Royce Silver Ghost                               | -                                          |
| 2000 | Bugatti Tipo 57 SC                                     | -                                          |
| 2001 | Alfa Romeo 6C 2500 SS                                  | -                                          |
| 2002 | Alfa Romeo 6C 1750                                     | Alfa Romeo Brera                           |
| 2003 | Maserati Mistral                                       | Ferrari Rossa Concept                      |
| 2004 | Lancia Astura                                          | Alfa Romeo 8C Competizione                 |
| 2005 | Ferrari 212 Export                                     | Peugeot 907 Coupé                          |
| 2006 | Isotta Fraschini Tipo 8A SS                            | Alfa Romeo 8C Competizione Spider          |
| 2007 | Bugatti Tipo 57 C                                      | Ferrari P4/5                               |
| 2008 | Mercedes-Benz 540 K                                    | Bugatti Veyron                             |
| 2009 | Alfa Romeo 8C 2900 B                                   | Aston Martin One-77                        |
| 2010 | Maserati A6 GCS                                        | Alfa Romeo TZ3 Corsa                       |
| 2011 | Alfa Romeo 6C 2500 SS                                  | Aston Martin V12 Zagato                    |
| 2012 | Alfa Romeo 6C 1750 GS (6ª Serie del 1933)              | Alfa Romeo 4C Concept                      |
| 2013 | Bugatti 57SC Atlantic                                  | Alfa Romeo Disco Volante by Touring        |
| 2014 | Alfa Romeo 6C 1750 GS (carrozzeria Zagato/Aprile 1931) | Maserati Alfieri                           |

1. ↑   La storia, su Concorso d'Eleganza Villa d'Este. URL consultato il 25 dicembre 2020.
2. ↑  
 La vittoria dell’Alfa Romeo all’ottantesima edizione del Concorso d’Eleganza Villa d’Este, su network.nationalpost.com. URL consultato il 28 aprile 2011 (archiviato dall'url originale il 27 dicembre 2009).
3. ↑   Concorso d'Eleganza Villa d'Este 2009, i risultati, su worldcarfans.com. URL consultato il 28 aprile 2011.
4. ↑   Il Concorso d'Eleganza Villa d'Este su “theautochannel.com”, su theautochannel.com. URL consultato il 28 aprile 2011.
5. ↑   partecipanti 2012 (documento .pdf) (PDF), su concorsodeleganzavilladeste.com. URL consultato il 28 maggio 2012 (archiviato dall'url originale il 22 giugno 2012).
6. ↑   struttura concorso sul sito ufficiale, su concorsodeleganzavilladeste.com. URL consultato il 28 aprile 2011 (archiviato dall'url originale il 29 gennaio 2012).
7. 1 2   programma 2011, su concorsodeleganzavilladeste.com. URL consultato il 30 maggio 2011 (archiviato dall'url originale il 25 maggio 2011).
8. ↑   La coppa d’oro Villa d’Este, su concorsodeleganzavilladeste.com. URL consultato il 28 aprile 2011 (archiviato dall'url originale il 1º marzo 2011).
9. ↑   L'Alfa Romeo è la regina di Villa D'Este, su motori.corriere.it. URL consultato il 28 aprile 2011.
10. ↑   vincitore Coppa d'Oro 2010, su concorsodeleganzavilladeste.com. URL consultato il 30 maggio 2011 (archiviato dall'url originale il 25 giugno 2011).
11. ↑   vincitori Coppa d'Oro 2011, su concorsodeleganzavilladeste.com. URL consultato il 30 maggio 2011 (archiviato dall'url originale il 1º luglio 2011).
12. ↑   apertura al pubblico 2012, su concorsodeleganzavilladeste.com. URL consultato il 28 maggio 2012 (archiviato dall'url originale il 13 maggio 2012).
13. ↑  vincitrici concept design award 2010, articolo su omniauto.it
14. ↑   vincitore concept car 2011, su concorsodeleganzavilladeste.com. URL consultato il 30 maggio 2011 (archiviato dall'url originale il 16 giugno 2011).
15. ↑   partecipanti 2012 motocicli (documento .pdf) (PDF), su concorsodeleganzavilladeste.com. URL consultato il 28 maggio 2012 (archiviato dall'url originale il 22 giugno 2012).
16. ↑   albo d'oro concept cars e prototipi 2013 - concorso d'eleganza Villa d'Este, su concorsodeleganzavilladeste.com. URL consultato il 29 dicembre 2013 (archiviato dall'url originale il 31 dicembre 2013).
17. ↑   La Carrozzeria Touring vince a Villa d'Este, su Biblioteca Digitale. URL consultato il 24 dicembre 2020.
18. ↑   vincitrici 2013, su omniauto.it. URL consultato il 29 maggio 2013.
19. ↑   vincitrici 2014, su 0-100.it. URL consultato il 26 maggio 2014.
20. ↑   Articolo edizione 2014, su automobilismo.it. URL consultato il 26 maggio 2014.